# 애니타 워드
애니타 워드 (Anita Ward, 1956년 12월 20일 ~ )는 미국의 가수, 음악가이다. 1979년 발매된 밀리언셀러 《Ring My Bell》로 잘 알려져 있다. 1990년대 윌 스미스가 속해있던 힙합 듀오 디제이 재지 제프 앤 더 프레시 프린스 (DJ Jazzy Jeff and the Fresh Prince)의 앨범 《Homebase》, 2004년 다이나믹 듀오의 1집 앨범 《Taxi Driver》에서 샘플링으로 이용되었으며, 2000년 발매한 싱글 앨범 《Ring My Bell》에서 애즈 원이 리메이크 하였다.
2004년 배우 한지민이 나왔던 통신회사 광고에서 배경음악으로 쓰였었다.

## 경력
녹음 계약을 하기 전에, 미시시피주, 홀리스프링스에 있는 러스트 대학에서 심리학 학위를 받고 학교 선생이 되었다. 데뷔 앨범을 녹음하는 동안 레코드 래이블 사장 프레더릭 나이트가 전에 스테이시 래티소우를 위해 썼던 곡을 그녀에게 소개해주었다. 워드는 그 곡을 좋아하지 않았다. 그러나, 나이트는 댄스 트랙이 현재 디스코 유행을 이용하기 위해 필요하다고 주장했다. 원래 전화로 통화하는 십대들에 대한 태도를 다뤘던 당시 곡은 성인용 노랫말이 더해저 다시 쓰여졌으며, 그 결과가 싱글 《Ring My Bell》이다. 1979년에 캐나다, 미국, 영국에서 1위에 올랐다. 프레더릭 나이트와 관련한 논쟁들, 차 사고, 디스코 음악의 감퇴는 워드의 인기를 멈추게 했으며, 그녀를 원 히트 원더로 만들었다. 유일한 다른 싱글 《Don't Drop My Love》 만이 미국, 빌보드 핫 100 차트 상에 87위를 기록했을 뿐이다.

## 디스코그래피

### 앨범
| 년도   | 앨범            | 미국 빌보드 200 | 미국 빌보드 200 |
| ------ | --------------- | --------------- | --------------- |
| 1979년 | Songs of Love   | 2위             | 8위             |
| 1980년 | Sweet Surrender | —               | —               |

### 싱글
| 1979년                             | "Ring My Bell"       | 1위  | 1위 | 1위 | 1위 | Songs of Love |
| 1979년                             | "Don't Drop My Love" | 87위 | —   | —   | —   | Songs of Love |
| "—" 은 차트에 오르지 못함을 표시함 |                      |      |     |     |     |               |

## 참고
1. ↑  Prato, Greg. “Biography: Anita Ward”. Allmusic. 2010년 4월 15일에 확인함.
2. ↑  CB매스, 2인조 다이나믹듀오로 새출발[깨진 링크(과거 내용 찾기)],이혜용 기자, 스포츠 서울,2004년 5월 24일 작성함,2010년 6월 19일 확인함
3. ↑  네이버 뮤직 :: 찾는 기쁨 듣는 즐거움, 네이버 뮤직
4. ↑  “광고정보센터 광고자료정보”. 2016년 3월 5일에 원본 문서에서 보존된 문서. 2010년 6월 19일에 확인함.
5. ↑  Roberts, David (2006). 《British Hit Singles & Albums》 19판. London: Guinness World Records Limited. 591쪽. isbn 1-904994-10-5.